# Semianello
Un semianello è una struttura algebrica formata da un insieme {\displaystyle A} munito di due operazioni binarie, dette somma e prodotto e denotate rispettivamente con {\displaystyle +} e {\displaystyle \cdot }, le quali verifichino le seguenti proprietà:
1. Somma e prodotto sono operazioni associative: si ha cioè {\displaystyle (a+b)+c=a+(b+c)} e {\displaystyle (ab)c=a(bc)} per ogni terna {\displaystyle (a,b,c)} di elementi di {\displaystyle A};
2. Esiste un (unico) elemento neutro per la somma, indicato con {\displaystyle 0}. Ciò significa che comunque si scelga {\displaystyle a} in {\displaystyle A}, vale {\displaystyle a+0=0+a=a};
3. Il prodotto è distributivo rispetto alla somma, vale a dire {\displaystyle (a+b)\cdot c=a\cdot c+b\cdot c} e {\displaystyle a\cdot (b+c)=a\cdot b+a\cdot c} per ogni scelta di {\displaystyle a}, {\displaystyle b} e {\displaystyle c} in {\displaystyle A}.
4. Per ogni {\displaystyle a} in {\displaystyle A}, {\displaystyle 0\cdot a=a\cdot 0=0}.

Si noti che la prima proprietà dice esattamente che {\displaystyle \langle A,+\rangle } e {\displaystyle \langle A,\cdot \rangle } sono semigruppi, mentre la seconda proprietà specifica più completamente che {\displaystyle \langle A,+\rangle } è anche un monoide.

## Esempi di semianelli
- Tutti gli pseudoanelli.
- Tutti gli anelli.
- L'insieme {\displaystyle P(S)} delle parti di un insieme {\displaystyle S}, munito delle operazioni di unione (somma) e intersezione (prodotto). Lo 0 è in questo caso l'insieme vuoto.
- L'insieme dei linguaggi sopra un alfabeto munito delle operazioni di unione e giustapposizione di linguaggi.
- L'insieme delle relazioni binarie entro un dato insieme munito delle operazioni di unione e di prodotto di composizione di relazioni.